# Charlotte Corday
Pour les articles homonymes, voir Charlotte Corday (homonymie) et Corday.
Marie Anne Charlotte de Corday d’Armont, retenue par l'histoire sous le nom de Charlotte Corday (elle-même toutefois se faisait désigner et signait sa correspondance de son premier prénom Marie), née le 27 juillet 1768 à Saint-Saturnin-des-Ligneries (province de Normandie),  et guillotinée le 17 juillet 1793 à Paris, à vingt-quatre ans, est une personnalité de la Révolution française, connue pour avoir assassiné Jean-Paul Marat le 13 juillet 1793.

## Biographie

### Enfance et instruction
Charlotte Corday est la troisième des cinq enfants de François de Corday d’Armont, gentilhomme normand, ancien lieutenant aux armées du roi, et de Charlotte Marie Jacqueline de Gautier des Authieux de Mesnival (13 mars 1737, morte à Caen le 9 avril 1782). Le dramaturge Pierre Corneille (1606-1684) était par ailleurs son quadrisaïeul[réf. souhaitée].
La légende populaire voulait que Charlotte Corday ait pu s'introduire chez Marat, ancien médecin du duc d'Orléans, grâce à ses relations familiales, mais ce lien n'y fut sans doute pour rien.

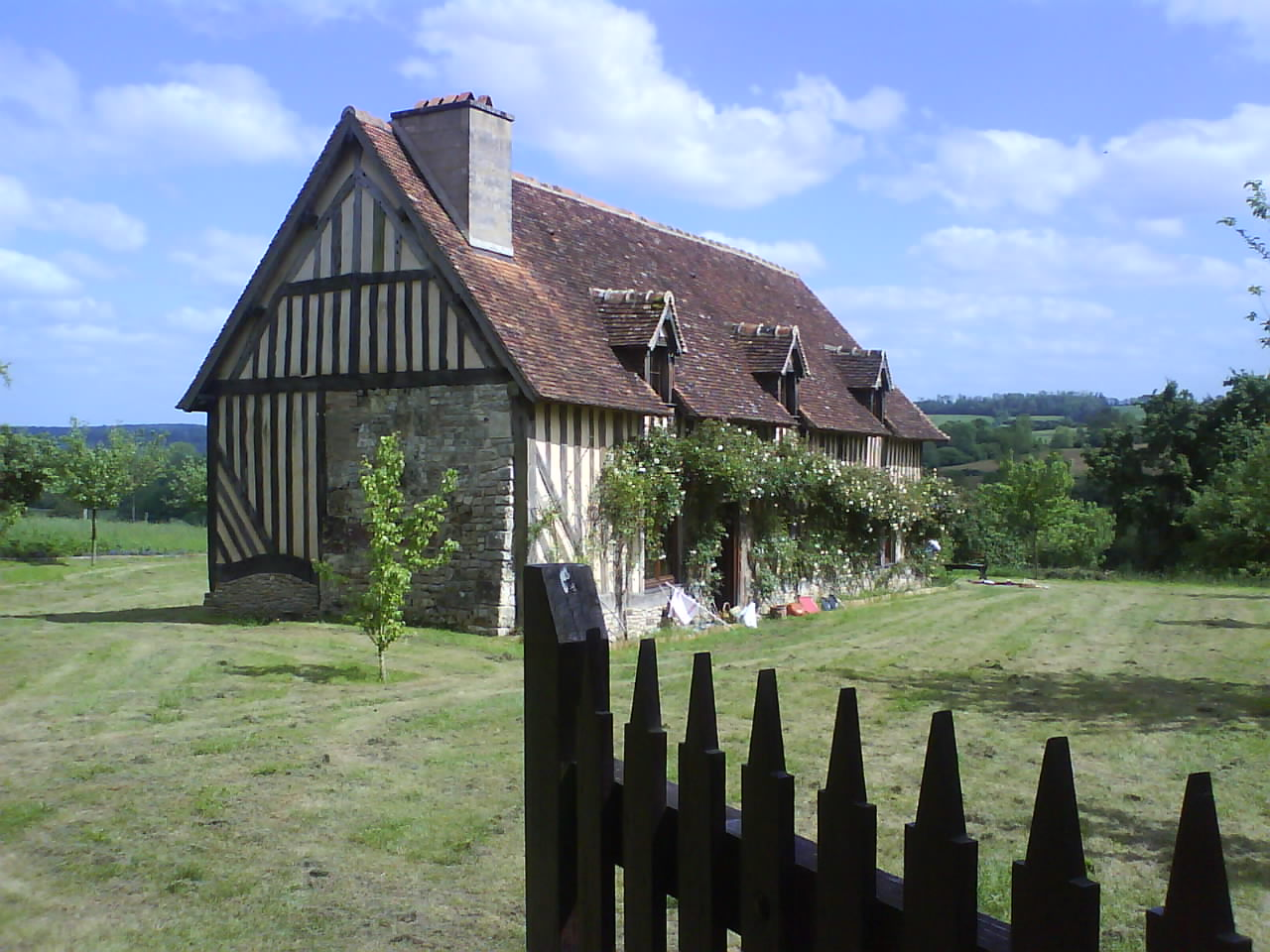
Le Ronceray, la maison où Charlotte Corday a grandi, près de Vimoutiers.

Sa famille, noble mais sans fortune, vivait auparavant dans une petite maison près de Vimoutiers. Les parents de Charlotte Corday ont eu cinq enfants dont quatre survivent à la petite enfance. L'un de ses frères, François de Corday, né en 1774, sera fusillé à Auray en 1795.
En butte à divers conflits familiaux sur la répartition de l'héritage entre lui et ses frères, François, le père, déménage à Caen, la grande ville la plus proche. Veuf en 1782, il se trouve dans la difficulté : comme beaucoup d'autres membres de la petite noblesse, il cherche à placer ses enfants. Refusée quelques années plus tôt dans la prestigieuse maison de Saint-Cyr, Charlotte Corday, alors âgée de treize ans, est admise avec sa sœur cadette à l'abbaye aux Dames à Caen, qui, en tant qu'abbaye royale, devait accueillir les jeunes filles pauvres issues de la noblesse de la province de Normandie.
L'instruction dans ce couvent est donc soignée. Ses lectures sont alors sérieuses — notamment les auteurs classiques — traduisant une curiosité intellectuelle. Son père lui prête quelques volumes de Montesquieu, Voltaire et de Rousseau, elle acquiert une certaine culture philosophique et donc politique. Elle admire les philosophes, s'ouvre aux idées nouvelles, tout en conservant sa foi religieuse. Elle s'intéresse aux droits naturels, le contrat social et la séparation des pouvoirs.
Pourtant, solitaire, elle est aussi marquée par une piété en voie de transformation, à la fois plus intérieure et spectaculaire : elle cultive le goût du sacrifice, de la mort jeune et de la foi intérieure. C'est au nom de cette foi qu'elle vivra notamment son exécution comme un don de soi, et refusera la confession ultime en prison.
Elle reste pensionnaire à l'abbaye aux Dames jusqu'en février 1791, puisque la congrégation est dissoute un an après la nationalisation des biens du clergé et la suppression des ordres religieux. Avec la Révolution, le vote de la loi établissant la Constitution civile du clergé le 12 juillet 1790 entraîne donc la fermeture des couvents qui sont déclarés biens nationaux.

### Contact avec la politique
Son soutien à la Révolution l'a mise en porte-à-faux avec sa famille. Ses deux frères soutenant ouvertement l'armée d'émigrés français royalistes. La nuit  du départ de son jeune frère pour cette armée, sa famille organisa un dîner d'adieu au cours duquel un toast fut porté au roi Louis XVI. Charlotte fut la seule à ne pas se lever pour le toast. Son son père lui demanda pourquoi elle refusait, elle répondit : "Les rois sont faits pour les nations, mais les nations ne sont pas faites pour les rois". Plus on lui demanda carrément si elle était républicaine, elle répondit : "Je le serais, si les Français étaient dignes d'une République".

Un de ses parents, Frédéric de Corday, racontera plus tard : 

« Charlotte avait le feu sacré de l’indépendance, ses idées étaient arrêtées et absolues. Elle ne faisait que ce qu’elle voulait. On ne pouvait pas la contrarier, ceci était inutile, elle n’avait jamais de doutes, jamais d’incertitudes. Son parti une fois pris, elle n’admettait plus de contradiction. Son oncle, le pauvre abbé de Corday m’en a parlé dans les mêmes termes, comme d’une personne qui avait un caractère d’homme. Elle avait, en outre un esprit assez railleur, assez moqueur… Elle était susceptible de sentiments nobles et élevés,  de beaux mouvements. Avec l’énergie dont elle était douée, elle s’imposait et n’en faisait jamais qu’à sa tête. Quoique dans la famille les femmes soient toutes énergiques, il n’y en avait pas qui eussent un caractère aussi décidé, aussi capable. Si elle eût commandé un régiment, elle l’eût bien mené, cela se devine. »

« Rendue au siècle », la jeune femme retourne vivre chez son père, qui avait vendu la ferme « du Ronceray », où elle a grandi, pour en acheter une autre, avec de nouveaux fermages, dite « la ferme des Bois ».

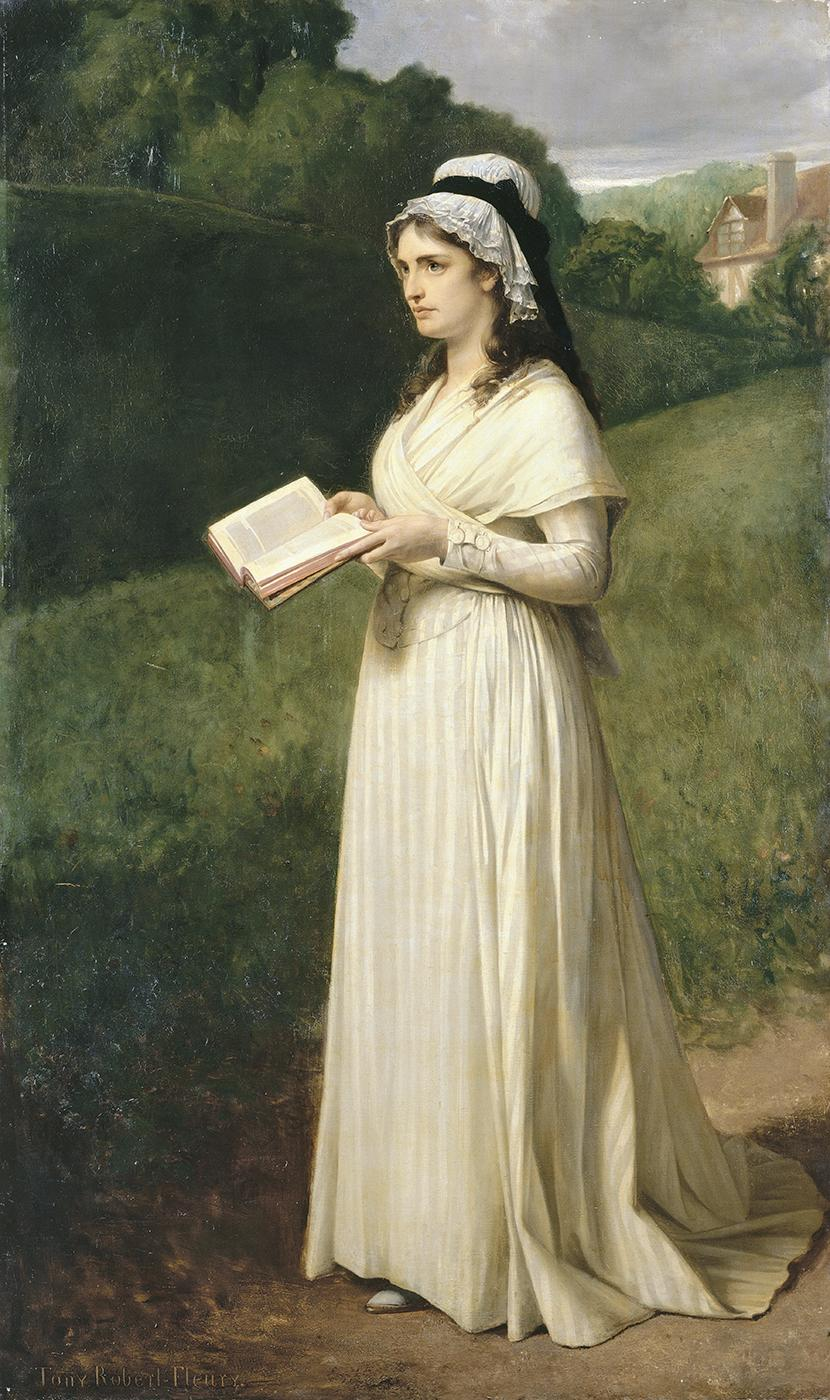
Charlotte Corday à Caen en 1793, huile sur toile de Tony Robert-Fleury.

Début juin 1791, Marie Anne Charlotte de Corday quitte la campagne pour aller vivre à Caen, chez sa tante, Madame de Bretteville-Gouville, rue des Carmes. Elle a alors vingt-trois ans, et défend fièrement ses idées constitutionnelles, dans un milieu où on compte encore beaucoup de royalistes.
Elle a l'espoir que le roi et l'Assemblée Nationale peuvent réformer la France. Mais elle est déçue par la radicalisation du mouvement révolutionnaire qui ne montre que guerre civile, montée de la Terreur et régicide.
C’est ainsi qu’elle choisit le camp des Girondins, parti modéré qui s’oppose aux extrémistes Montagnards, camp mené par Robespierre et Marat. Elle les voit comme des tyrans, qui trahissent les idéaux de la Révolution et oppriment le peuple.
Après la fuite et l'arrestation du roi à Varennes, les Girondins, qui ont une majorité toute relative à l'Assemblée, sont en butte à l'opposition des députés Montagnards, dont fait partie Marat.
Lors de l'insurrection du 10 août, le roi est suspendu de ses fonctions, puis incarcéré à la tour du Temple. De nombreux « suspects », dont ses derniers serviteurs, répartis dans les prisons de Paris et de province, sont exécutés sommairement entre le 2 et le 7 septembre 1792. Le député jacobin Jean-Paul Marat, dans son journal radical l'Ami du peuple, se félicite de ces massacres. Cet événement refroidit certains admirateurs de la Révolution. Charlotte Corday quant à elle, est écœurée par la violence collective encouragée par les activistes jacobins. Les massacres de septembre 1792, représentent entre 1 100 et 1 400 prisonniers parisiens assassinés par des foules en délire. Elle décide donc que la seule façon d'empêcher les massacres est de tuer un chef jacobin.
Olympe de Gouges écrivait notamment en septembre : « Le sang, même celui des coupables, versé avec cruauté et profusion, souille éternellement les révolutions. » Puis secondant Louvet et les Girondins, elle dénonce énergiquement le « boutefeu Marat » à l'opinion publique. Les critiques adressées par les Girondins, relayées par les journaux et les articles de Dulaure, Brissot, Condorcet, Mercier ou Villette, sont entendues à Caen.

### Marat, le symbole de la Terreur

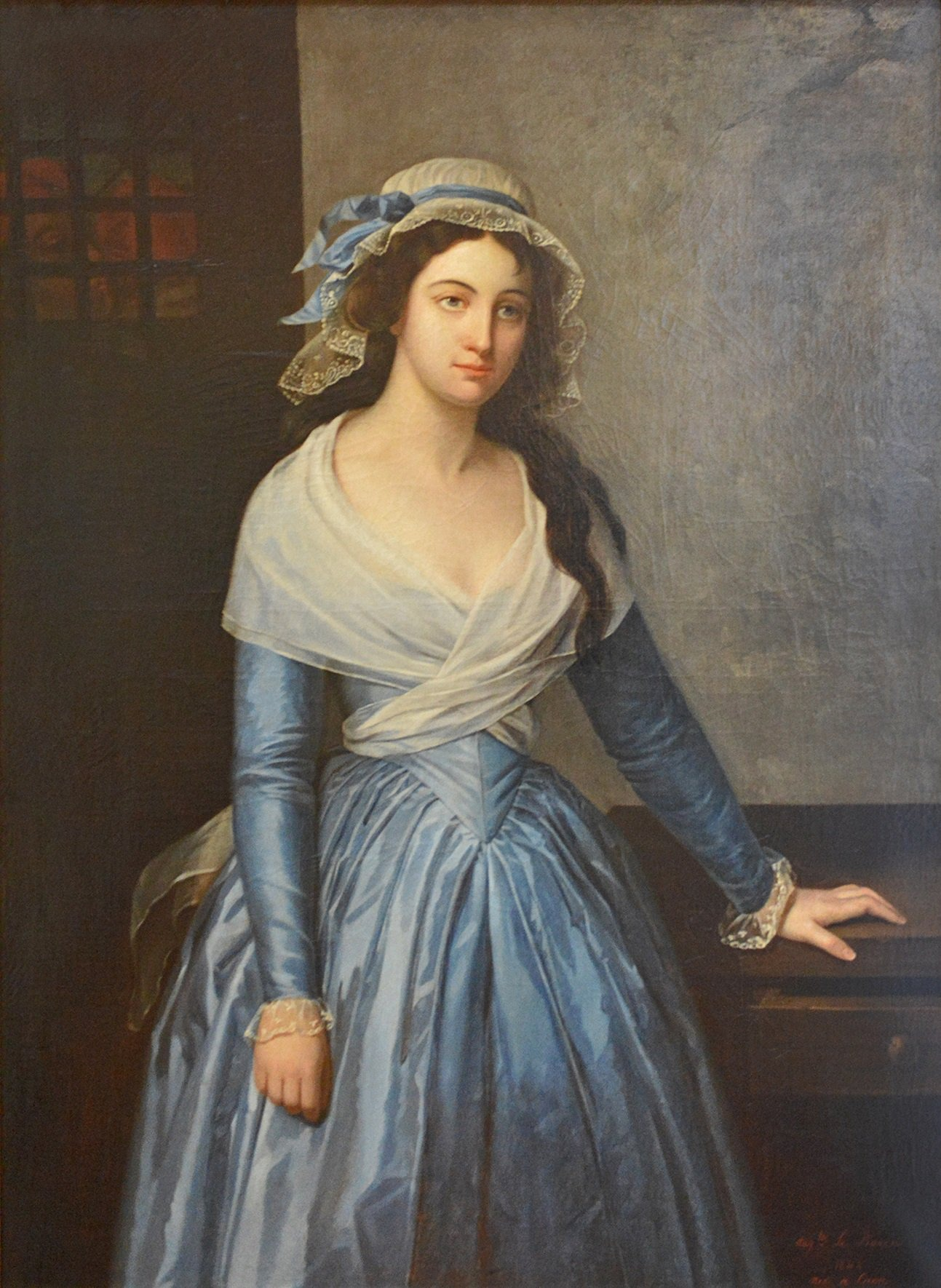
Charlotte Corday, par Augusta Lebaron-Desves (1842).

Emportés par les assauts de la Commune de Paris et des députés prônant l'exagération révolutionnaire, vingt-neuf députés Girondins sont décrétés d'arrestation immédiate, à la suite des journées du 31 mai et du 2 juin 1793 ; plus de la moitié arrive à fuir Paris. Certains trouvent refuge dans le Calvados, près de Caen. Ils y organisent des réunions politiques à l’hôtel de l'Intendance, sise rue des Carmes (la rue même où Charlotte de Corday loge chez sa tante), réunions auxquelles Charlotte Corday assiste à plusieurs reprises.
Elle aperçoit alors pour la première fois ces députés qu'elle admirait jusqu'à présent de loin, et parmi eux, Buzot, député de l'Eure, Salle, Pétion, l'ancien maire de Paris, Valazé, Kervélégan, Mollevaut, Barbaroux, Louvet, Giroust, Bergoeing, Lesage, Duchastel, Henry-Larivière. Elle entend leurs explications au sujet des journées d'émeute, qui ont précédé leur décret d'arrestation, actes perpétrés par la Commune contre la Convention nationale, prise en otage par la garde nationale.

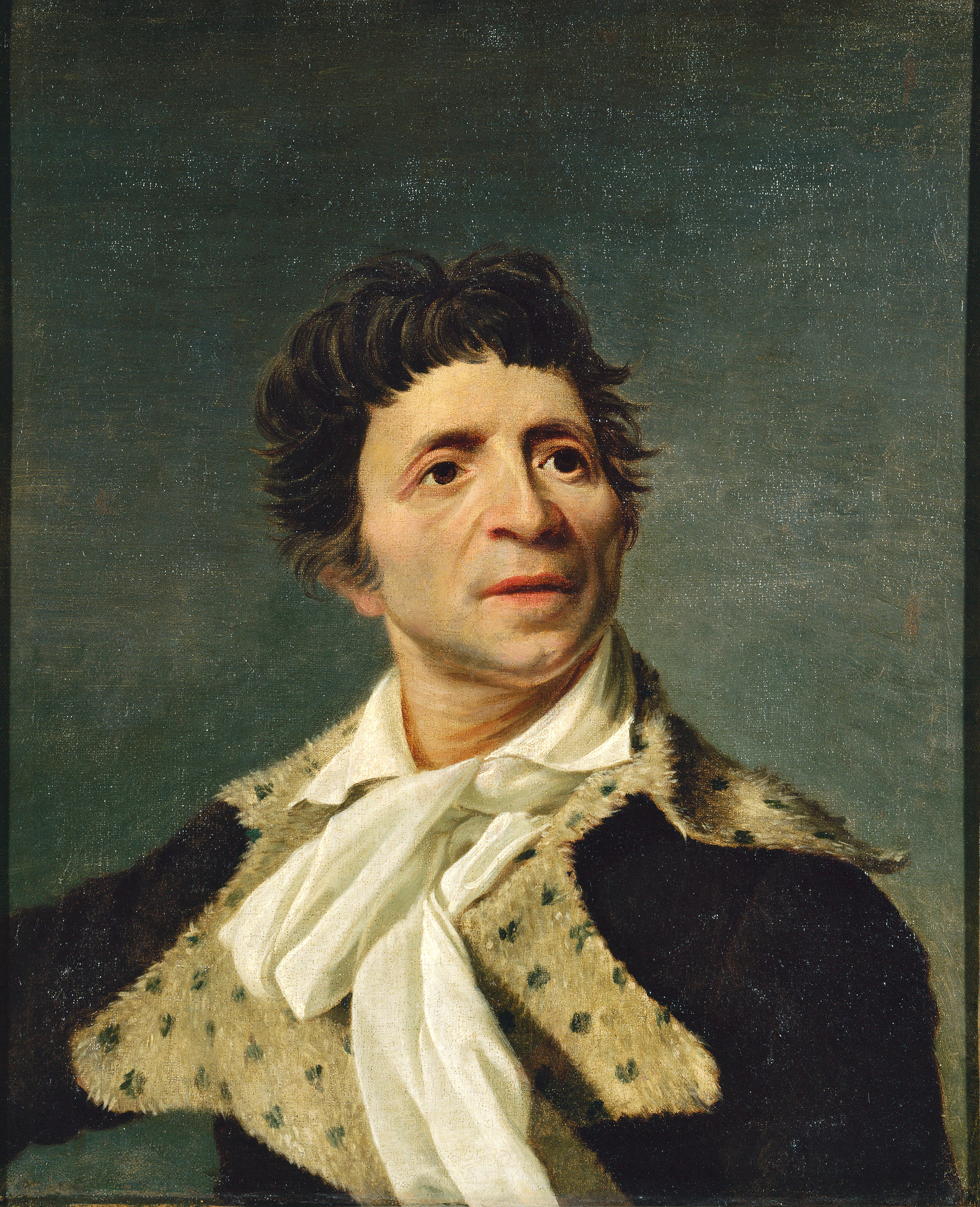
Portrait de Jean-Paul Marat par Joseph Boze

Marat, depuis son acquittement au Tribunal révolutionnaire, poursuit de sa vindicte les Girondins par son journal interposé ; il symbolise sans doute aux yeux de Corday l'injustice et le mensonge. Il devient sa cible, après qu'elle a entendu le député girondin de Pézenas s'écrier : « Faites tomber la tête de Marat et la patrie est sauvée. »
Le 9 juillet 1793, elle quitte Caen pour le quartier du Palais-Royal à Paris, où elle descend à l’hôtel de la Providence, rue des Vieux-Augustins au no 19, le 11 juillet, à midi. Munie d'une lettre d’introduction du député Barbaroux, elle se rend chez le député Claude Romain Lauze de Perret, qui lui fait bon accueil. Dans la conversation, il lui apprend que Marat, souffrant, ne paraît plus à la Convention. Ayant projeté dans un premier temps de tuer Marat à la Convention nationale, elle est contrainte par cette nouvelle à changer de plan.

Le lendemain, elle rédige dans son hôtel un manifeste intitulé « Adresse aux Français amis des lois et de la paix ». Dans ce testament politique, elle annonce son projet d'assassiner Marat, pour sauver la République. 

« La Montagne triomphe par le crime et l'oppression, quelques monstres abreuvés de notre sang conduisent ses détestables complots et nous mènent au précipice par mille chemins divers. »

Dans la matinée du 13 juillet, elle cherche par deux fois sans succès à se faire recevoir par « l’Ami du Peuple ». Elle a alors l’idée de lui faire parvenir un court billet : 

« Je viens de Caen, votre amour pour la patrie doit vous faire désirer connaître  les complots qu’on y médite. J’attends votre réponse. »

En fin de journée, sans réponse, elle décide d’écrire un second billet : 

« Je vous ai écrit ce matin, Marat, avez-vous reçu ma lettre ? Je ne puis le croire, puisqu'on m'a refusé votre porte ; j'espère que demain vous m'accorderez une entrevue. Je vous le répète, j'arrive de Caen ; j'ai à vous révéler les secrets les plus importants pour le salut de la République. D'ailleurs je suis persécutée pour la cause de la liberté ; je suis malheureuse, il suffit que je le sois pour avoir droit à votre protection. »

Elle met le billet dans sa poche, sort de sa chambre, fait appeler un fiacre et se rend au no 30 de la rue des Cordeliers. Elle l'a, glissé dans son corsage et rangé dans sa gaine sous le fichu rouge qui recouvrait sa gorge, un couteau de cuisine à manche d’ébène et virole d’argent, qu'elle a acheté le matin même pour 40 sous, dans la boutique du coutelier Badin, sous les arcades du Palais-Royal, au no 177 de l’actuelle galerie de Valois.

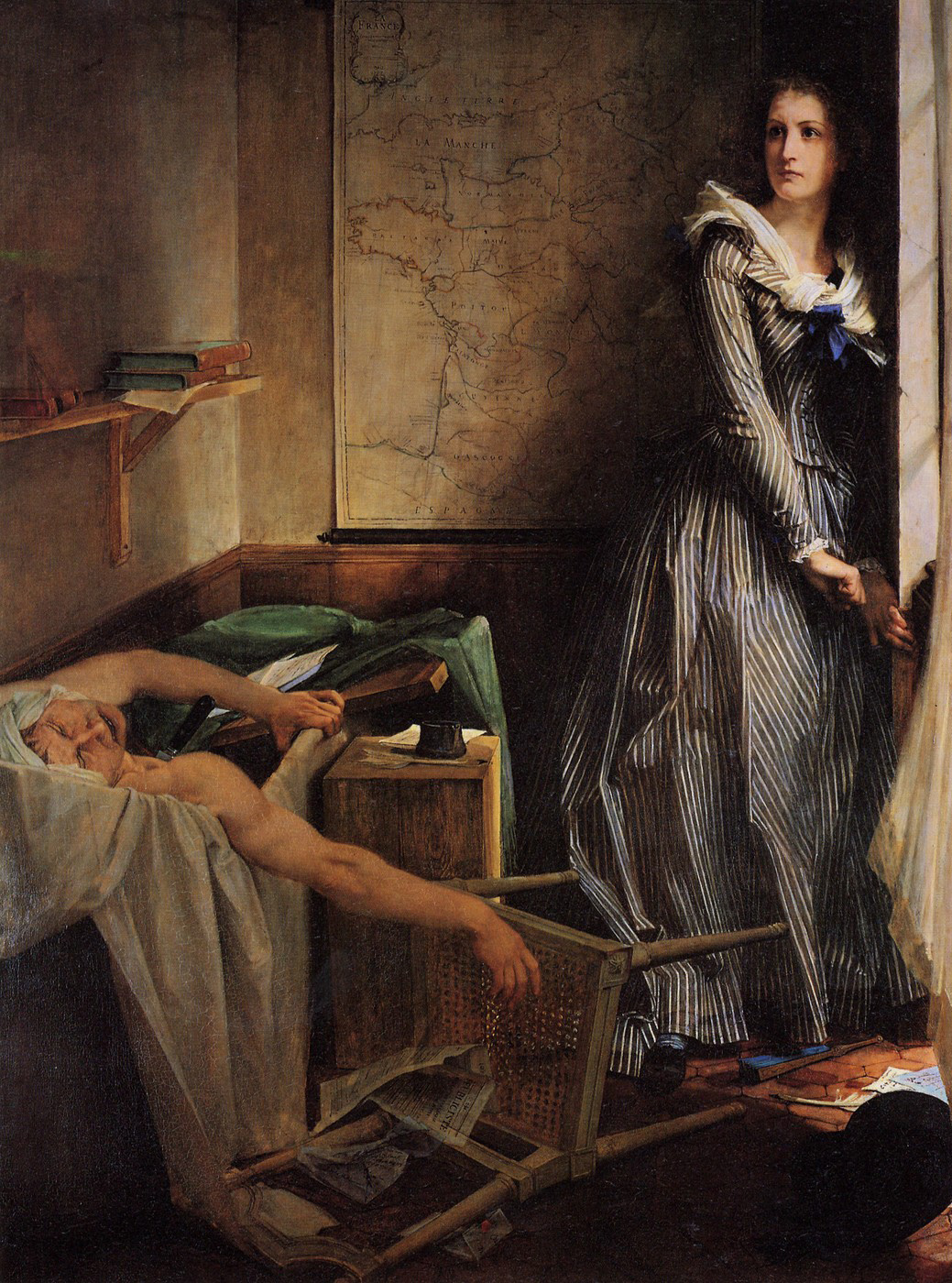
L'Asssassinat de Marat par Paul Baudry (1860).

### L'attentat contre Marat
Le 13 juillet, à 8 heures du matin, elle achetea un journal qui rapportait les requêtes des Jacobins concernant l'exécution des principaux Girondins, avant d'acheter un chapeau noir décoré de rubans verts , célèbre par la suite.
Vers 11h30, Charlotte Corday se présente donc une première fois au domicile du tribun. Mais Catherine Évrard, la sœur de la compagne de Marat, refuse de la laisser entrer. Elle essaye une deuxième fois d’entrer en contact sans succès, mais elle fait communiquer sa lettre qu’elle a écrite communiquant des informations sur un prétendu complot.
À la troisième tentative, il est 19 heures quand son fiacre s’immobilise devant chez Marat. Son arrivée coïncide avec l'arrivée du pain et des journaux du jour, elle se faufile dans la maison mais se fait intercepter par Simone Évrard, la compagne de Marat. C’est Marat lui-même qui demande qu’on la laisse entrer. Après un entretien qui, selon Simone Évrard, dure environ un quart d’heure, Charlotte Corday sort un couteau et frappe Marat à la poitrine, le trajet de la lame qui traverse le poumon droit, l’aorte et le cœur, entraîne sa mort dans sa baignoire,.
Après l'assassinat, Charlotte Corday est maîtrisée par Simone Évrard et ses gens de maison. Notamment Laurent Bas qui travaillait pour Marat, à lui livrer les journaux, lui jeta une chaise au visage avant de la maîtriser au sol. Charlotte Corday est arrêtée sur les lieux du meurtre. Protégée contre la foule, elle est conduite non loin, à la prison de l'Abbaye, où elle subit une fouille en règle. Outre quelques objets personnels, on trouve sur elle une feuille de papier pliée en huit, dans laquelle elle explique les raisons de son geste.
Alphonse de Lamartine, dans son Histoire des Girondins, a imaginé la scène, qui en réalité n’eut pas de témoin.

### Le procès
Transférée le 15 juillet à la Conciergerie, elle comparait le lendemain au Tribunal révolutionnaire.
Jacques-Bernard-Marie Montané préside, assisté des juges Foucault, Roussillon et Ardouin. Fouquier-Tinville occupe sa place d’accusateur public. Au banc du jury siègent Jourdeuil, Fallot, Ganney, Le Roy, Brochet, Chrétien, Godin, Rhoumin, Brichet, Sion, Fualdès et Duplain. Montané lui ayant enjoint de désigner un défenseur, elle choisit le Girondin Doulcet de Pontécoulant, et, en attendant qu’il la rejoigne, on désigne d’office le citoyen Guyot, « homme de loy. »
Le jour même, Fouquier-Tinville informera Doulcet, mais la lettre lui étant parvenue trop tard pour lui permettre d’assumer cette tâche, le président nomme d’office Chauveau-Lagarde, présent à l’audience, défenseur de Charlotte Corday.
Après la lecture de l’acte d’accusation, l’audition des témoins, on donne lecture de la lettre qu’elle a écrite à son père, le 16 juillet, et qui a été interceptée au sein de laquelle elle revendique son acte. Elle exprime sa volonté par cet acte de revenir à une révolution plus modérée, quand Marat faisait appel au meurtre "de milliers de têtes à abattre". En effet, en septembre 1792 dans le Conseil Général de la Commune, il estimait par approximation à 270 000 têtes qu'il demande par humanité pour « assurer la tranquillité publique », à condition d'être chargé lui-même de cette opération et de cette opération seulement, comme justicier sommaire et temporaire. Elle dira lors du procès "J'ai tué un homme pour en sauver cent mille".
Après l’intervention de Chauveau-Lagarde, son défenseur, le jury reconnaît que l’accusée a commis l’assassinat « avec des intentions criminelles et préméditées ».
Le tribunal condamne Charlotte Corday à la peine de mort et ordonne qu’elle soit conduite au lieu de l’exécution revêtue de la chemise rouge réservée aux assassins.

### L'exécution

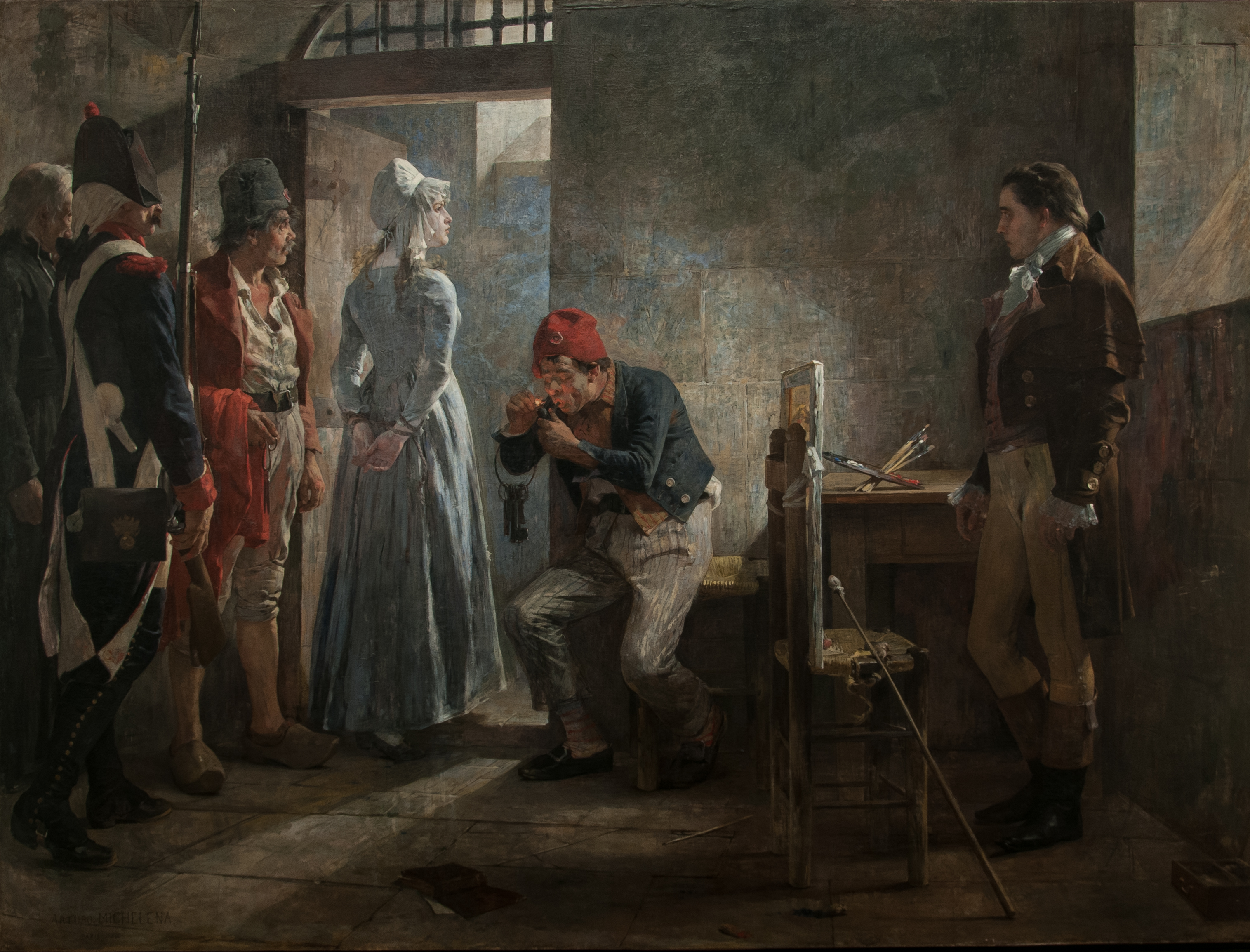
Charlotte Corday conduite à la guillotine par Arturo Michelena (1889).

Un récit romancé de son exécution figure dans les Mémoires apocryphes de Sanson, en réalité dus à la plume du jeune Honoré de Balzac et de Louis-François L'Héritier de l'Ain. Cette publication destinée à bien se vendre ne peut donc être prise comme un témoignage authentique. Elle révèle bien plutôt la place de Charlotte Corday dans la mémoire de la noblesse catholique et royaliste au XIXe siècle.
Après sa mort, les Jacobins demandèrent une autopsie de son corps afin de vérifier si Charlotte Corday avait pu avoir des rapports sexuels. Ils étaient alors convaincus qu'elle avait agi sur les ordres d'un homme, peut-être un amant. Selon Guillaume Mazeau, un historien français spécialiste de la Révolution française, Corday fut également souvent présentée comme une célibataire débauchée, ou comme une mauvaise fille. Les médecins constatèrent cependant que cette femme était vierge sous l'appellation précise de virgo intacta,.
Quant à Jules Michelet, il en fait également le récit dans son Histoire de la Révolution française.

Scènes historiques représentant Charlotte Corday
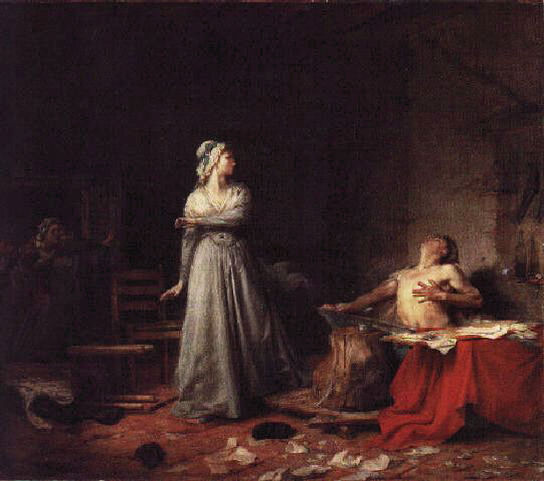
Représentation de la mort de Jean-Paul Marat.
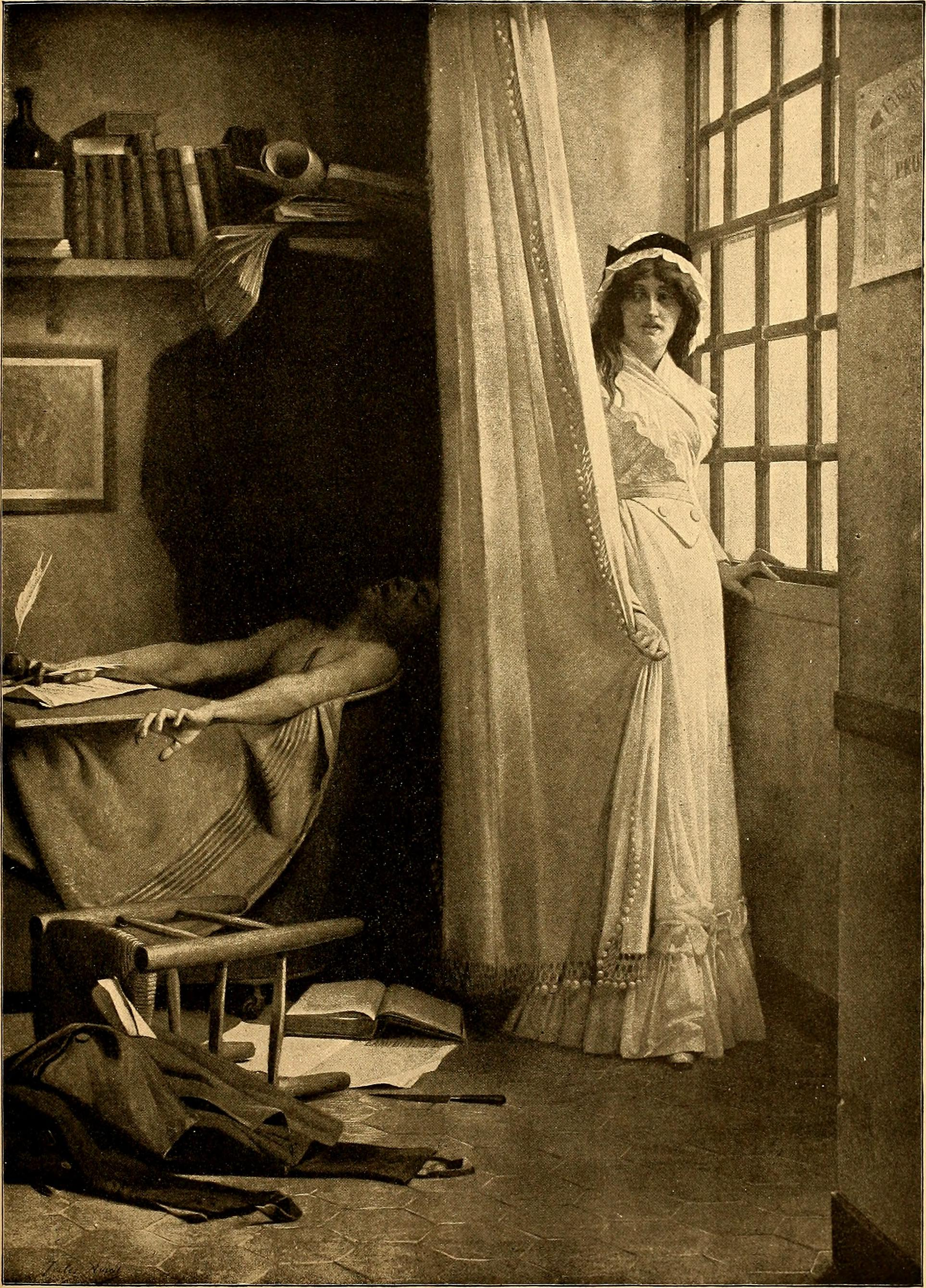
Représentation américaine de l'assassinat de Marat par Corday, 1892.
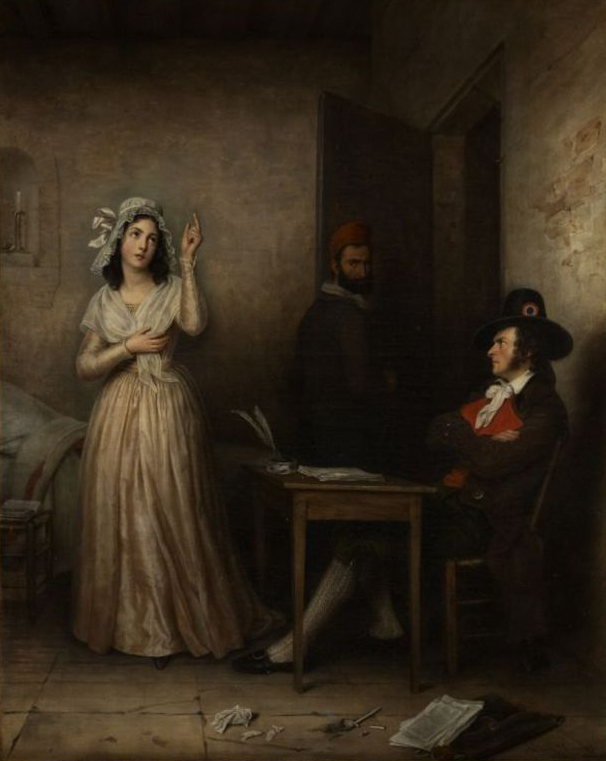
Charlotte Corday dans sa prison, 1836, tableau de Mélina Thomas
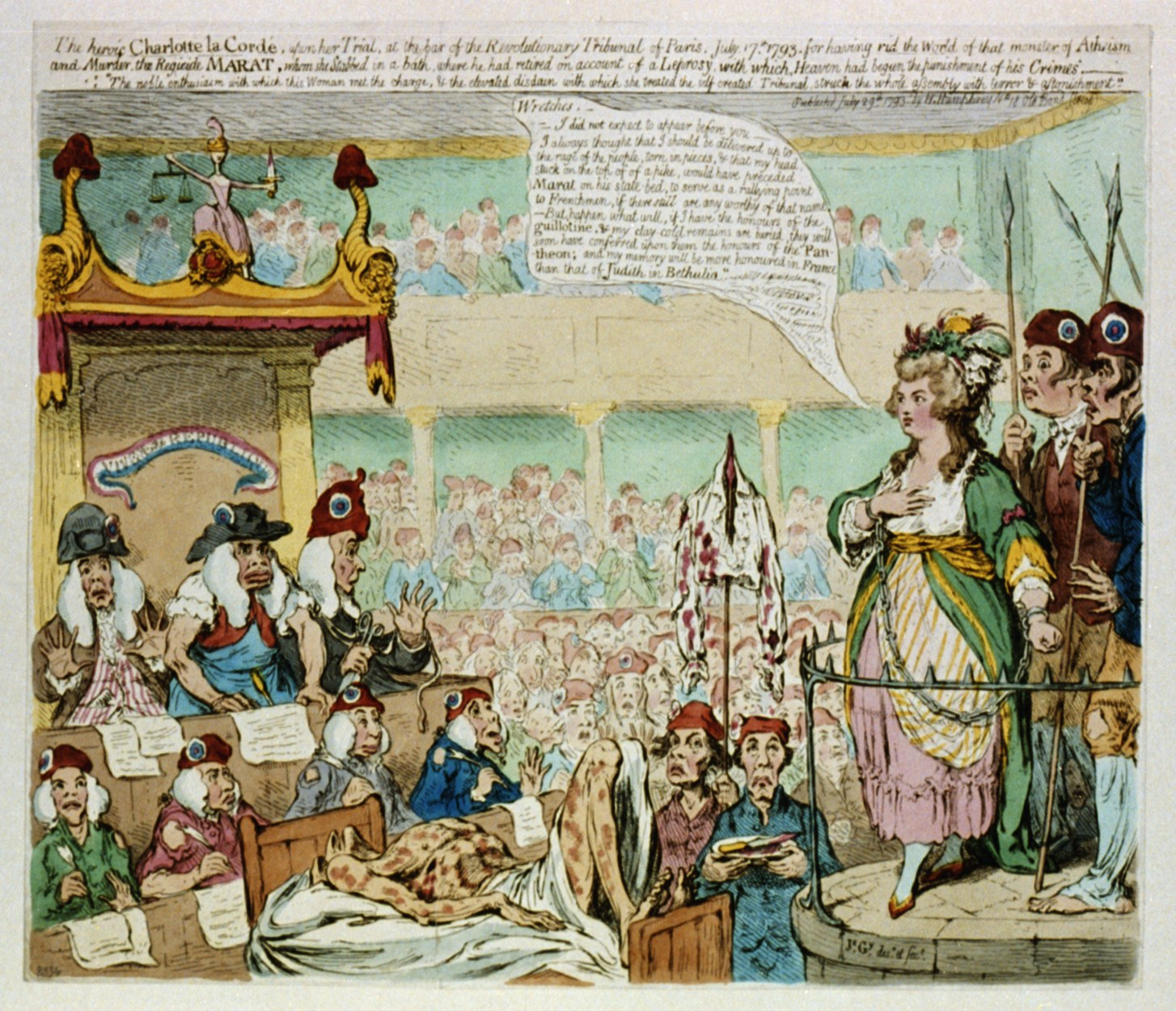
Charlotte Corday devant le tribunal révolutionnaire.
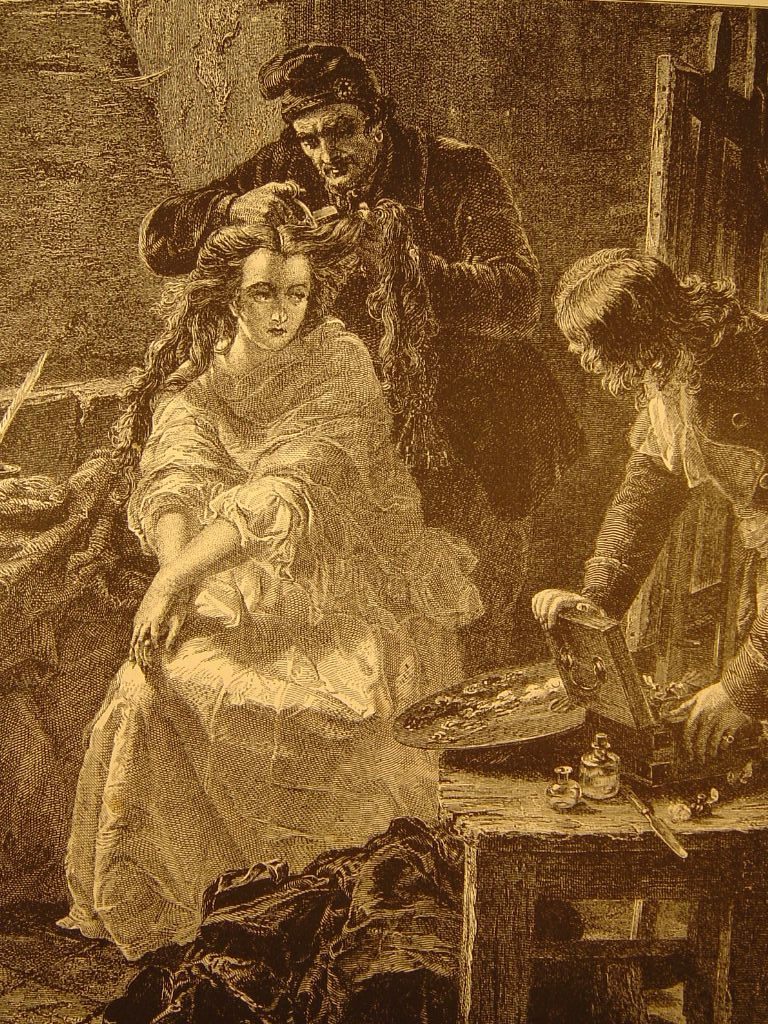
Charlotte Corday, La dernière toilette par Mathieu Ward (1871).
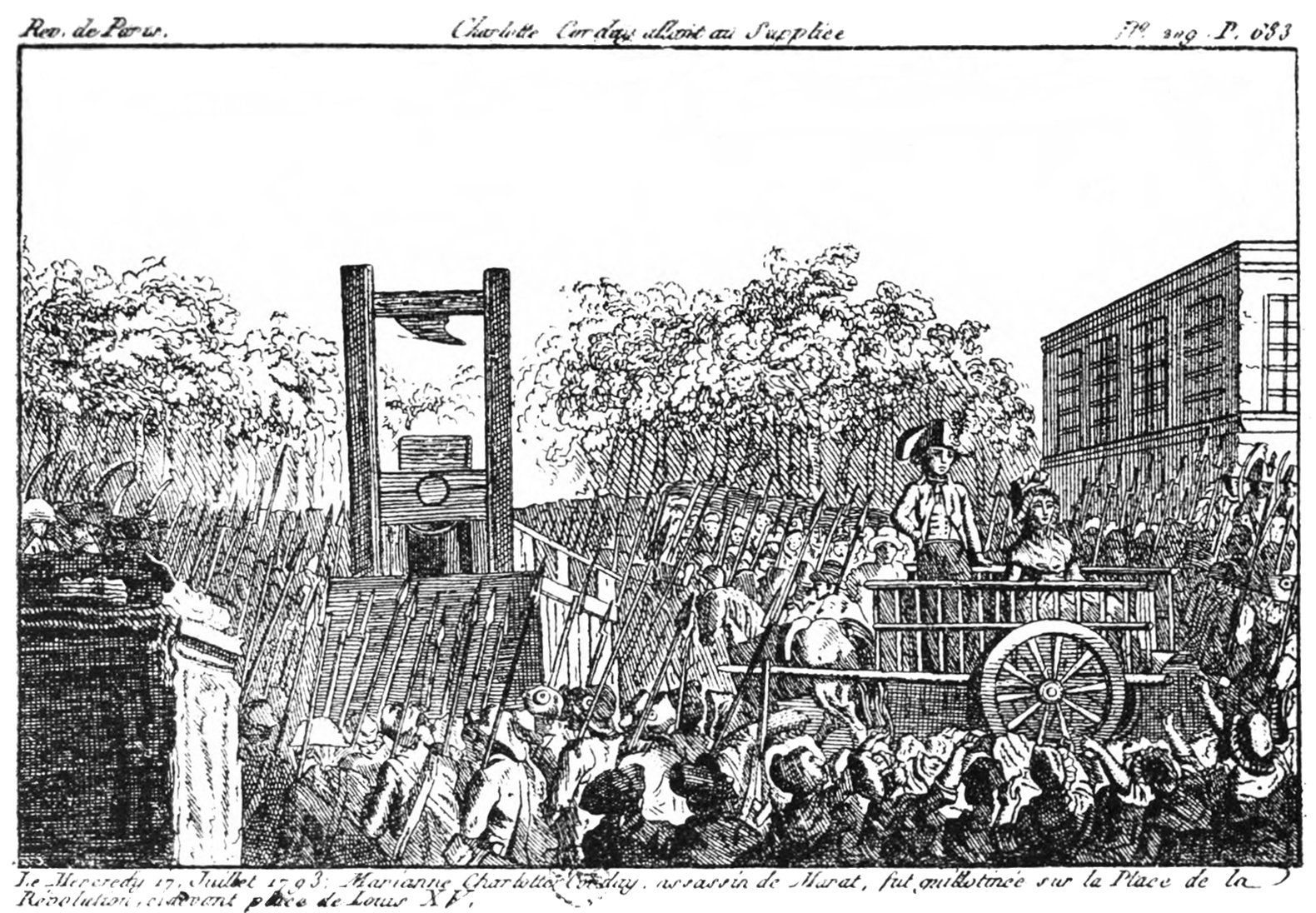
Exécution de Charlotte Corday, gravure d'époque, 1793.

## Hommages et postérité
Dès son procès, elle est, soit considérée comme une tyrannicide libératrice, soit honnie comme une meurtrière parricide. De nombreuses pièces de théâtre lui sont consacrées au XIXe siècle. Alphonse de Lamartine, dans son Histoire des Girondins, l'appelait « l’ange de l’assassinat ». Les historiens de ce siècle la dépeignent soit comme une ardente héroïne de la Révolution, soit comme une royaliste illuminée.
Peu de temps après sa mort, une controverse naît à Paris à propos de la couleur de ses cheveux. Son passeport la décrit brune alors que Jean-Jacques Hauer peint un portrait de Corday avec des cheveux blonds et poudrés. Cette histoire est liée au contexte anti-royaliste de l'époque, le poudrage des cheveux étant un symbole de la noblesse. C'était une façon de la discréditer, ainsi que son geste.
Selon la journaliste Clémentine Portier-Kaltenbach, son corps aurait été autopsié à l'hôpital de la Charité pour attester de sa virginité (l'accusateur public lui ayant attribué de nombreux amants) puis transféré au cimetière de la Madeleine, alors que son crâne aurait été conservé par Charles-Henri Sanson, remis à Rousselin Corbeau de Saint Albin, secrétaire de Danton puis acquis, en 1858, par la famille Bonaparte et se trouverait aujourd’hui chez les descendants du prince Radziwiłł. Les ossements du cimetière de la Madeleine (dont le squelette de Charlotte Corday), désaffecté en 1794, ont été transférés dans les catacombes de Paris.

### Poésie
André Chénier est l’auteur d'un poème en l’honneur de Charlotte Corday.

### Opéra
En 1937, à l'occasion du centenaire du Grand Théâtre de Caen, est créé un drame lyrique en trois actes, Charlotte Corday, composé par Léon Manière sur un livret de Maurice-Charles Renard.
Un opéra, Charlotte Corday, a été composé en 1988 par le compositeur italien Lorenzo Ferrero, dont la première a eu lieu au Teatro dell'Opera di Roma le 21 février 1989, pour célébrer le 200e  anniversaire de la Révolution française.

### Littérature
- Alexandre Dumas, Ingénue, 1853
- R. K. Van Alstine, Jeannette, Charlotte Corday, Editeur London, W. H. Allen & co,1890
- Catherine Decours, Mémoires de Charlotte Corday : écrits dans les jours qui précédèrent son exécution, Plon, 2009.
- Hélène Maurice Kerymer, Le Roman de Charlotte Corday : pourquoi Marat devait mourir, Monaco, Éditions du Rocher, 2013.
- François-Henri Désérable, Tu montreras ma tête au peuple, Paris, Gallimard, 2013.
- Gwenaële Robert, Le Dernier Bain, Robert Laffont, 2018, 240 p. (ISBN 978-2221218716).
- Astrid de Laage, De la main d'une femme : Charlotte Corday, une femme en quête de liberté, Grasset, 2023, 216 p. (ISBN 978-2246835042).
- Anna Cuxac, Sylvie Fagnart et Lauren Malka, Elles ne sont pas celles que vous croyez !, Rageot, 2023, 230 p (ISBN 978-2-7002-8114-9)
- Amazones de la Révolution : des femmes dans la tourmente de 1789 / sous la direction de Martial Poirson Musée Lambinet (Versailles), Montreuil, Gourcuff Gradenigo, 2016

### Sculpture
- Une statue la représentant, réalisée par Claude Quiesse est érigée en 2008 dans le cloître de l'abbaye aux Dames à Caen.

### Filmographie
- La Révolution française, film en deux parties de Robert Enrico et Richard T. Heffron (1989), avec Philippine Leroy-Beaulieu dans le rôle de Charlotte Corday.
- Les Jupons de la Révolution : Marat, téléfilm de Maroun Bagdadi (1989), avec Marie Trintignant dans le rôle de Charlotte Corday.
- Charlotte Corday, téléfilm d'Henri Helman (2008), avec Émilie Dequenne dans le rôle-titre.

### Télévision
En 2008, un documentaire-fiction, intitulé Pourquoi Charlotte Corday a-t-elle assassiné Marat ?, lui est consacré dans le cadre de l'émission Secrets d'Histoire.
Charlotte Corday fait également partie des figures féminines de la révolution française traitées dans le cadre de l'émission Secrets d'Histoire, intitulée Les femmes de la Révolution diffusée le 12 juillet 2016 sur France 2.

### Jeu vidéo
- Assassin's Creed Unity (2014) Une mission annexe propose au joueur de résoudre le meurtre de Marat ; Charlotte Corday y apparaît donc comme la coupable.
- We. The Revolution (2019) Charlotte Corday y apparaît étant jugée pour le meurtre de Marat.
- Fate/Grand Order Charlotte Corday est un personnage de classe Assassin surnommée l'ange de l'assassinat

### Postérité

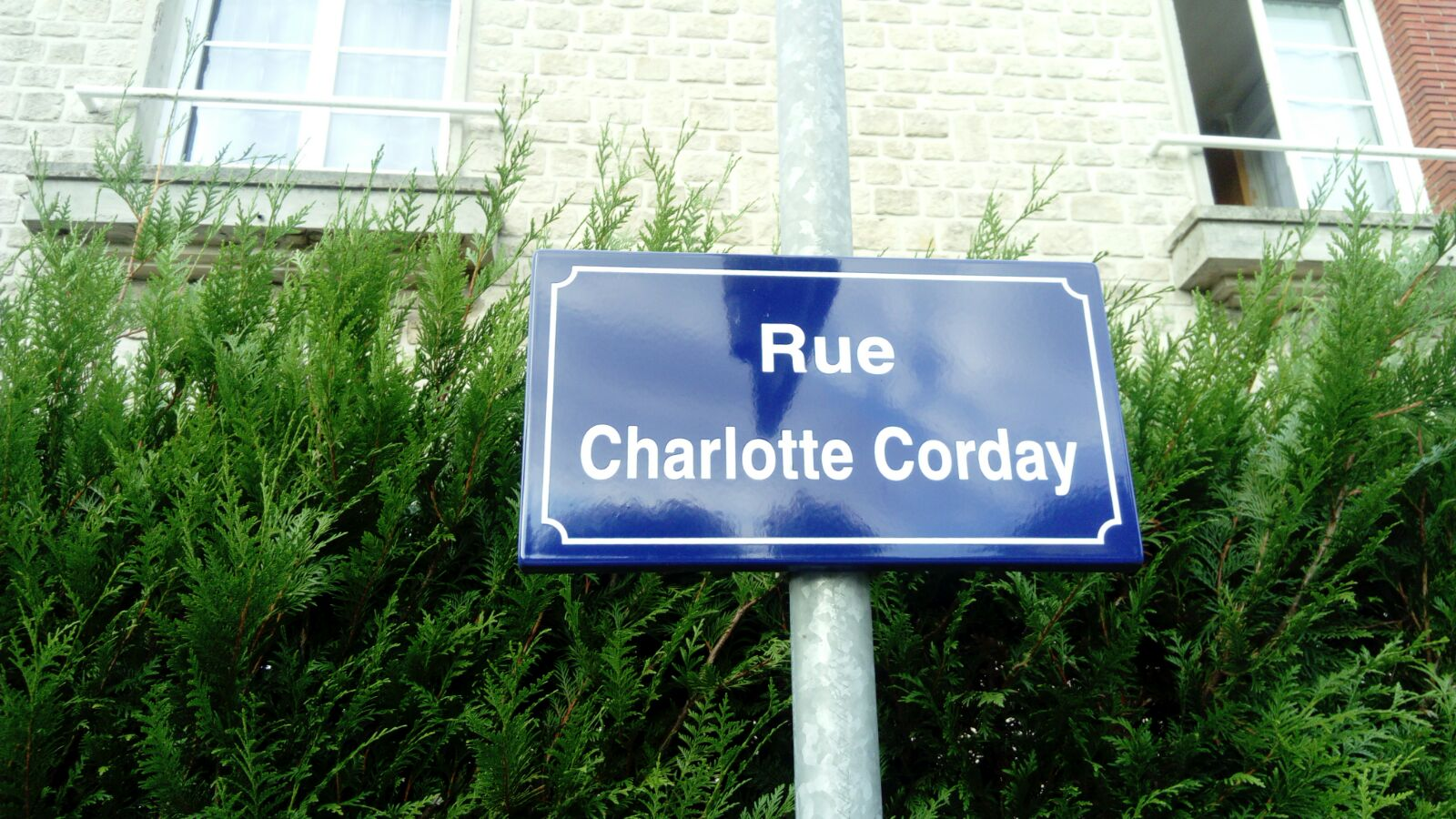
Plaque de la rue Charlotte-Corday dans la ville normande d'Argentan, dans l'Orne

- Son nom est utilisé par les auteurs de l'attentat du Petit-Clamart en 1962 pour désigner l’opération visant à assassiner le général de Gaulle[34].

### Toponymie
- Une rue de la ville d'Argentan, dans l’Orne en Normandie, a reçu son nom le 30 septembre 2022[35].
- Avenue Charlotte-Corday, à Caen[36].
- Rue Charlotte-Corday, à Verson[37], à Argentan[38], à Villers-Bocage[39], à Saint-Just-Saint-Rambert[40].
- Square Charlotte-Corday, à Émerainville[41].
- Impasse Charlotte-Corday à Saint-Priest[42].

- Un quartier de la ville de Mondeville, dans le Calvados (également en Normandie) porte le nom de Charlotte Corday[43].